# Chorale royale protestante de Bruxelles
La Chorale Royale protestante de Bruxelles est un ensemble choral amateur, spécialisé en musique sacrée, actif principalement à Bruxelles. Elle se produit fréquemment dans cette ville, et régulièrement hors de Belgique.

## Historique
La Chorale protestante a été fondée en 1942, au sein de la communauté protestante de la rue Belliard à Bruxelles. La direction en a été confiée dès la création au jeune pasteur Fritz Hoyois. 
Elle donnait son premier concert avec orchestre en 1944 et son premier concert de gala en mai 1945, au Palais des Beaux-Arts de Bruxelles. Durant les quarante ans de la direction de Fritz Hoyois, la Chorale acquit une grande réputation et se produisit régulièrement en Belgique et à l'étranger.
Elle est devenue Chorale Royale à l'occasion de son cinquantième anniversaire. Elle se produit deux à trois fois par an en Belgique, ainsi qu'à l'étranger (Paris, Genève, Bourges, Budapest, Londres...)

## Direction
La Chorale Royale protestante de Bruxelles a été dirigée de sa création à 1985 par son chef fondateur Fritz Hoyois, et est placée depuis 1985 sous la direction de Daniel Burdet.

## Répertoire
Son répertoire est presque exclusivement centré sur la musique sacrée. Il s'étend du XVIIe siècle (Monteverdi, Domenico Scarlatti) jusqu'aux XXe (Frédéric van Rossum, Zoltán Kodály, Michael Tippett, etc.) et XXIe siècles (Daniel Burdet: Psaume 143, etc.).

## Enregistrements
La Chorale Royale protestante de Bruxelles a enregistré plusieurs disques et CD, dont un CD de Motets et Psaumes. Elle a participé à l'enregistrement de la Messe de Popayan d'Isabelle Rigaux.